# نبي أباد (بردسرة)
نبي أباد (بالفارسية: نبی‌آباد) هي مستوطنة تقع في إيران في قسم بردسرة الريفي. يقدر عدد سكانها بـ 121 نسمة .